# Xermade
Xermade (spanisch Germade) ist eine spanische Gemeinde (Concello) mit 1.698 Einwohnern (Stand: 2024) in der Provinz Lugo der Autonomen Gemeinschaft Galicien.

## Geografie
Xermade liegt am nordwestlichen Rand der Provinz Lugo an der Grenze zur Nachbarprovinz A Coruña, ca. 45 Kilometer nordwestlich der Provinzhauptstadt Lugo.
Umgeben wird Xermade von den fünf Nachbargemeinden:
| As Pontes de García Rodríguez (A Coruña) | Muras                                       |         |
| Monfero (A Coruña)                       | Kompassrose, die auf Nachbargemeinden zeigt |         |
|                                          | Guitiriz                                    | Vilalba |

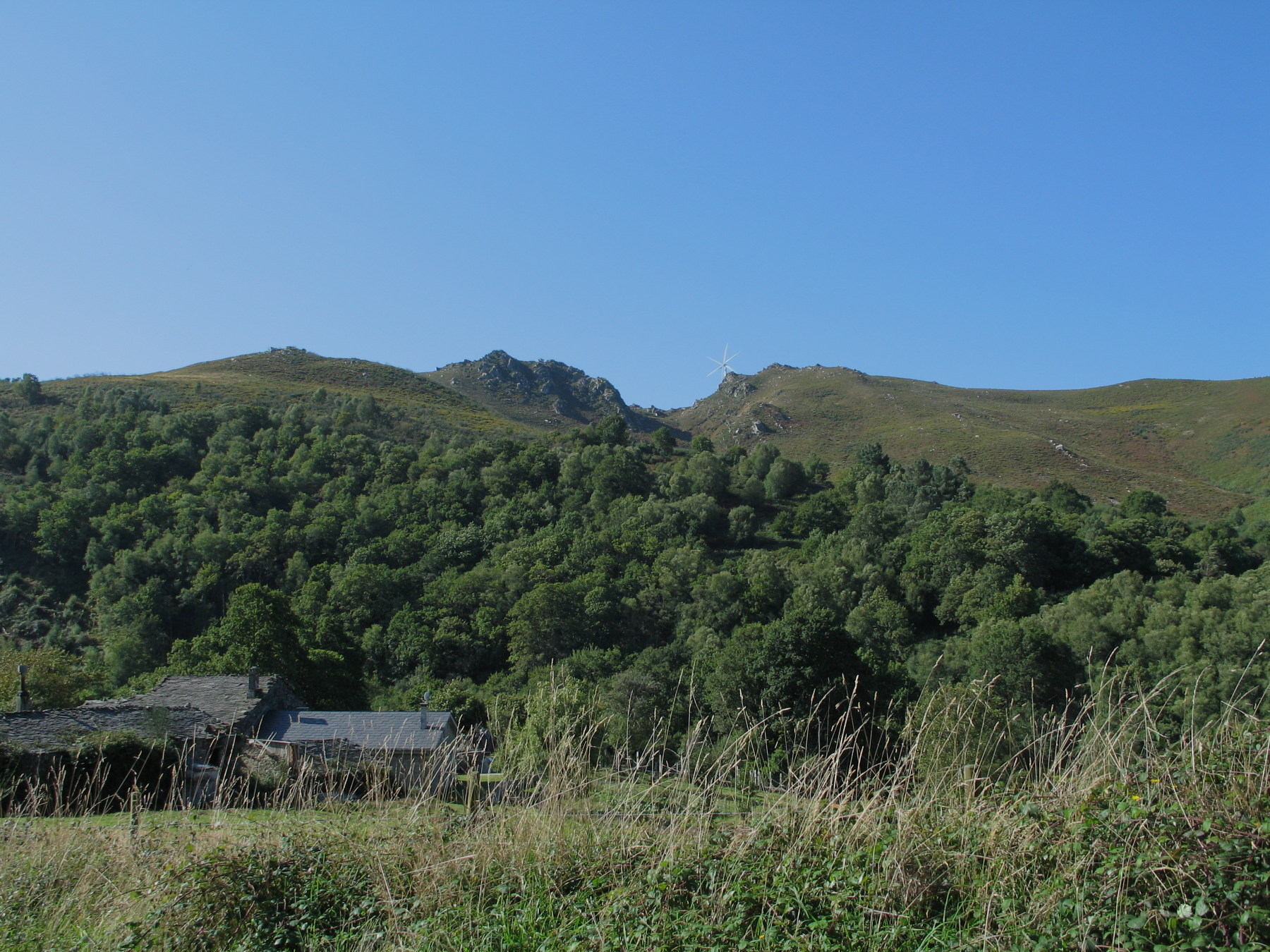
Blick auf das Dorf Goía im Nordosten der Gemeinde

Das Landschaftsrelief der Gemeinde ist gebietsweise relativ flach bis hügelig, wird jedoch teilweise von Gebirgsketten durchzogen. Im Nordosten durchzieht die Serra da Carba das Gemeindegebiet mit Höhen über 800 m wie der Penedo (876 m). Im Westen grenzt die Gemeinde an die Serra da Loba mit Höhen bis 700 m wie der Serrón do Lobo (700 m). Der Rest des Gemeindegebiets besitzt Erhebungen wie der Monte Espiño (615 m) oder der Roza de Eixón (554 m).
Der Río Labrada durchquert den südlichen Teil des Gemeindegebiets. Der Río Trimaz, einer seiner Nebenflüsse, entspringt auf dem nördlichen Gebiet der Gemeinde und fließt zunächst in nördlicher, dann stetig in südlicher Richtung durch ein flaches Tal.

## Klima
|                        | Jan | Feb | Mär  | Apr  | Mai  | Jun  | Jul  | Aug  | Sep  | Okt  | Nov  | Dez  |   |      |
| Mittl. Temperatur (°C) | 6,5 | 6,4 | 8,1  | 9,6  | 12   | 15,1 | 16,8 | 17,2 | 15,8 | 13,1 | 8,9  | 7,2  | ⌀ | 11,4 |
| Mittl. Tagesmax. (°C)  | 9,4 | 9,9 | 12,2 | 13,7 | 16,2 | 19,4 | 21   | 21,5 | 20,2 | 16,8 | 11,8 | 10,3 | ⌀ | 15,2 |
| Mittl. Tagesmin. (°C)  | 4   | 3,4 | 4,8  | 6    | 8,3  | 11,4 | 13,1 | 13,6 | 12,4 | 10,1 | 6,5  | 4,7  | ⌀ | 8,2  |
|                        |     |     |      |      |      |      |      |      |      |      |      |      |   |      |
| Niederschlag (mm)      | 150 | 117 | 120  | 137  | 118  | 78   | 49   | 60   | 91   | 155  | 166  | 150  | Σ | 1391 |
|                        |     |     |      |      |      |      |      |      |      |      |      |      |   |      |
| Sonnenstunden (h/d)    | 3,3 | 4,3 | 5,4  | 6,1  | 6,7  | 7,3  | 7,1  | 7,1  | 6,7  | 5,6  | 3,9  | 3,8  | ⌀ | 5,6  |
|                        |     |     |      |      |      |      |      |      |      |      |      |      |   |      |
| Regentage (d)          | 11  | 9   | 9    | 11   | 12   | 8    | 7    | 7    | 8    | 11   | 12   | 11   | Σ | 116  |
|                        |     |     |      |      |      |      |      |      |      |      |      |      |   |      |
| Luftfeuchtigkeit (%)   | 87  | 85  | 82   | 82   | 82   | 81   | 80   | 80   | 81   | 84   | 87   | 85   | ⌀ | 83   |

| 4 |

| 3,4 |

| 4,8 |

| 6 |

| 8,3 |

| 11,4 |

| 13,1 |

| 13,6 |

| 12,4 |

| 10,1 |

| 6,5 |

| 4,7 |

| 4 |

| 3,4 |

| 4,8 |

| 6 |

| 8,3 |

| 11,4 |

| 13,1 |

| 13,6 |

| 12,4 |

| 10,1 |

| 6,5 |

| 4,7 |

Das Klima zeichnet sich durch mäßig warme Sommer und milde Winter aus. 45 % der Niederschläge fallen in den vier Monaten Oktober bis Januar. Der November ist der feuchteste Monat des Jahres und mehr als dreimal so niederschlagsreich wie der Juli, der trockenste Monat des Jahres. Die Anzahl der Regentage pro Monat nehmen in den Sommermonaten Juni bis August ab, die Niederschlagsmengen kaum. Es herrscht ganzjährig eine hohe Luftfeuchtigkeit zwischen 80 % und 87 %. Das Klima ist als Ozeanklima (Cfb-Klima) nach Köppen und Geiger klassifiziert.

## Bevölkerungsentwicklung der Gemeinde
Legende: Germade___Xermade

Quelle: INE-Archiv – grafische Aufarbeitung für Wikipedia
Nach einem Anwachsen der Gemeindegröße auf über 5000 Einwohner um 1950 sank die Zahl der Bevölkerung in der Folgezeit stetig bis unter 2000.
| Männer | Alterstufe | Frauen |
| ------ | ---------- | ------ |
| 2      | 100+       | 1      |
| 8      | 95–99      | 15     |
| 27     | 90–94      | 33     |
| 40     | 85–89      | 71     |
| 34     | 80–84      | 77     |
| 44     | 75–79      | 50     |
| 48     | 70–74      | 49     |
| 80     | 65–69      | 69     |
| 106    | 60–64      | 84     |
| 77     | 55–59      | 88     |
| 66     | 50–54      | 60     |
| 62     | 45–49      | 40     |
| 70     | 40–44      | 51     |
| 42     | 35–39      | 41     |
| 34     | 30–34      | 37     |
| 36     | 25–29      | 28     |
| 22     | 20–24      | 23     |
| 17     | 15–19      | 17     |
| 17     | 10–14      | 32     |
| 21     | 5–9        | 22     |
| 14     | 0–4        | 13     |

Am 1. Januar 2021 waren ca. 55 % der Bevölkerung (58 % der Männer, 50 % der Frauen) im erwerbsfähigen Alter (20–64), während dieser Wert für ganz Spanien ca. 61 % betrug.
Eine erhebliche Überalterung der Bevölkerung der Gemeinde zeigt folgende Tabelle, bei der das Verhältnis von Gruppen von älteren Personen mit Gruppen von Personen der jüngeren Generation verglichen wird:
| Alter | Anzahl Personen | Alter | Anzahl Personen | Provinz | Galicien | Spanien |
| ----- | --------------- | ----- | --------------- | ------- | -------- | ------- |
| 60–64 | 100             | 20–24 | 24              | 49      | 58       | 79      |
| 55–59 | 100             | 15–19 | 21              | 45      | 57       | 71      |
| 50–54 | 100             | 10–14 | 39              | 47      | 56       | 68      |

## Gemeindegliederung
Die Gemeinde Xermade ist in zehn Parroquias gegliedert:
| Parroquias | Patrozinium   | Einwohner 2024 | Fläche km² | Dichte Einw./km² | Höhe msnm | Ortskennzahl |
| ---------- | ------------- | -------------- | ---------- | ---------------- | --------- | ------------ |
| Burgás     | Santa Baia    | 173            | 8,63       | 20               | 475       | 27021010000  |
| Cabreiros  | Santa Mariña  | 244            | 20,86      | 12               | 486       | 27021020000  |
| Candamil   | San Miguel    | 80             | 7,07       | 11               | 434       | 27021030000  |
| Cazás      | San Xulián    | 203            | 21,07      | 10               | 478       | 27021040000  |
| Lousada    | Santo André   | 131            | 31,39      | 4                | 462       | 27021050000  |
| Miraz      | San Pedro     | 42             | 7,56       | 6                | 498       | 27021060000  |
| Momán      | San Mamede    | 183            | 21,86      | 8                | 548       | 27021070000  |
| Piñeiro    | San Martiño   | 120            | 15,49      | 8                | 476       | 27021080000  |
| Roupar     | San Pedro Fiz | 291            | 17,41      | 17               | 474       | 27021090000  |
| Xermade    | Santa María   | 267            | 15,26      | 17               | 468       | 27021100000  |

Der Hauptort der Gemeinde, Xermade, befindet sich in der gleichnamigen Parroquia.

## Sehenswürdigkeiten

### Burgás
- Pfarrkirche. Sie gehört dem 20. Jahrhundert an, obwohl sie Elemente der Vorgängerkirche besitzt.
- Mámoas
  - Mámoa da Cotarella (Caneiro)
  - Mámoa de Pena Pesqueira (Lagoa)
  - Mámoa do Monte das Cruces (Alboiana)
  - Mámoa da Pena de Arca (As Casas Novas)

- Castros
  - Castro de Xemare und O Castro (As Testas)[10]

### Cabreiros
- Pfarrkirche. Die alte Kirche war das Werk zweier Epochen. Ein Teil des Kirchenschiffs war stammt aus dem 16. Jahrhundert und die Hauptkapelle aus dem 18. Jahrhundert.
- Mámoas
  - Mámoa da Tras do Empalme (Vilacide)
  - Mámoa do Rego da Lagoa (Vilacide)

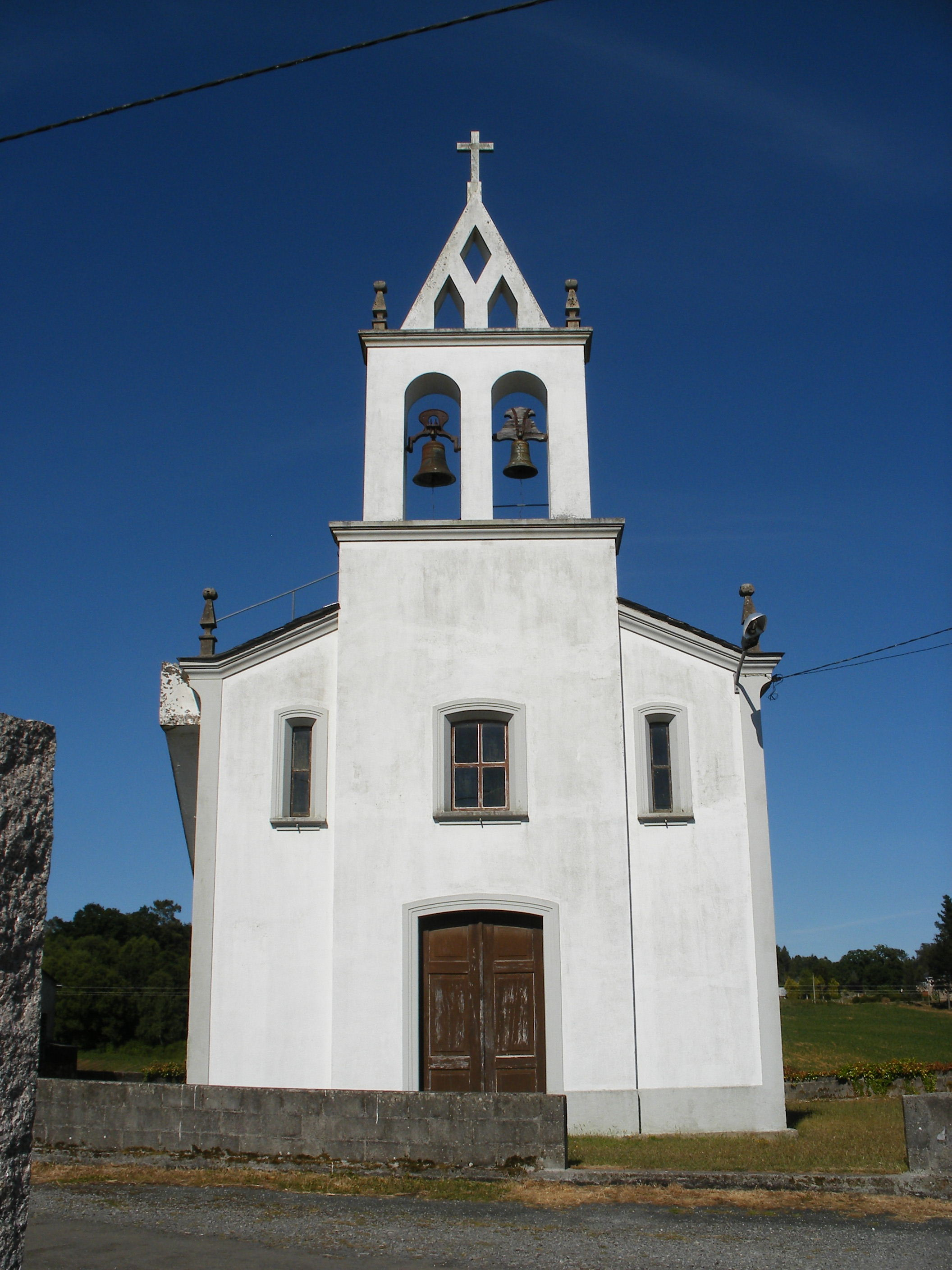
Pfarrkirche von Candamil

  - Mámoa das Cuvelas (Vilacide)
- Castros
  - O Castro
  - As Airas dos Mouros[11]

### Candamil
- Pfarrkirche. Die kürzlich umgebaute Kirche besitzt ein klassizistisches Hauptaltarbild mit Skulpturen des Erzengels Michael, Antonius von Padua und der heiligen Eulalia aus dem 19. Jahrhundert und des heiligen Johannes aus dem 18. Jahrhundert.
- Kapelle da Pena. Es handelt sich um einen Bau des späten 19. Jahrhunderts.[12]

### Cazás
- Pfarrkirche San Julián. Sie wurde im 18. Jahrhundert erbaut und in den Jahren 1930 und 1970 renoviert.
- Kapelle La Divina Pastora. Sie ist eine kleine heilige Stätte in O Seo.
- Mámoas
  - Mámoa de Capeirón, de Cordal (Casanova)
  - Mámoa de Silvela, Chousa das Uces (Mede)
  - Mámoa de Mediafariña, Rego do Sapo (Sanxurxo)

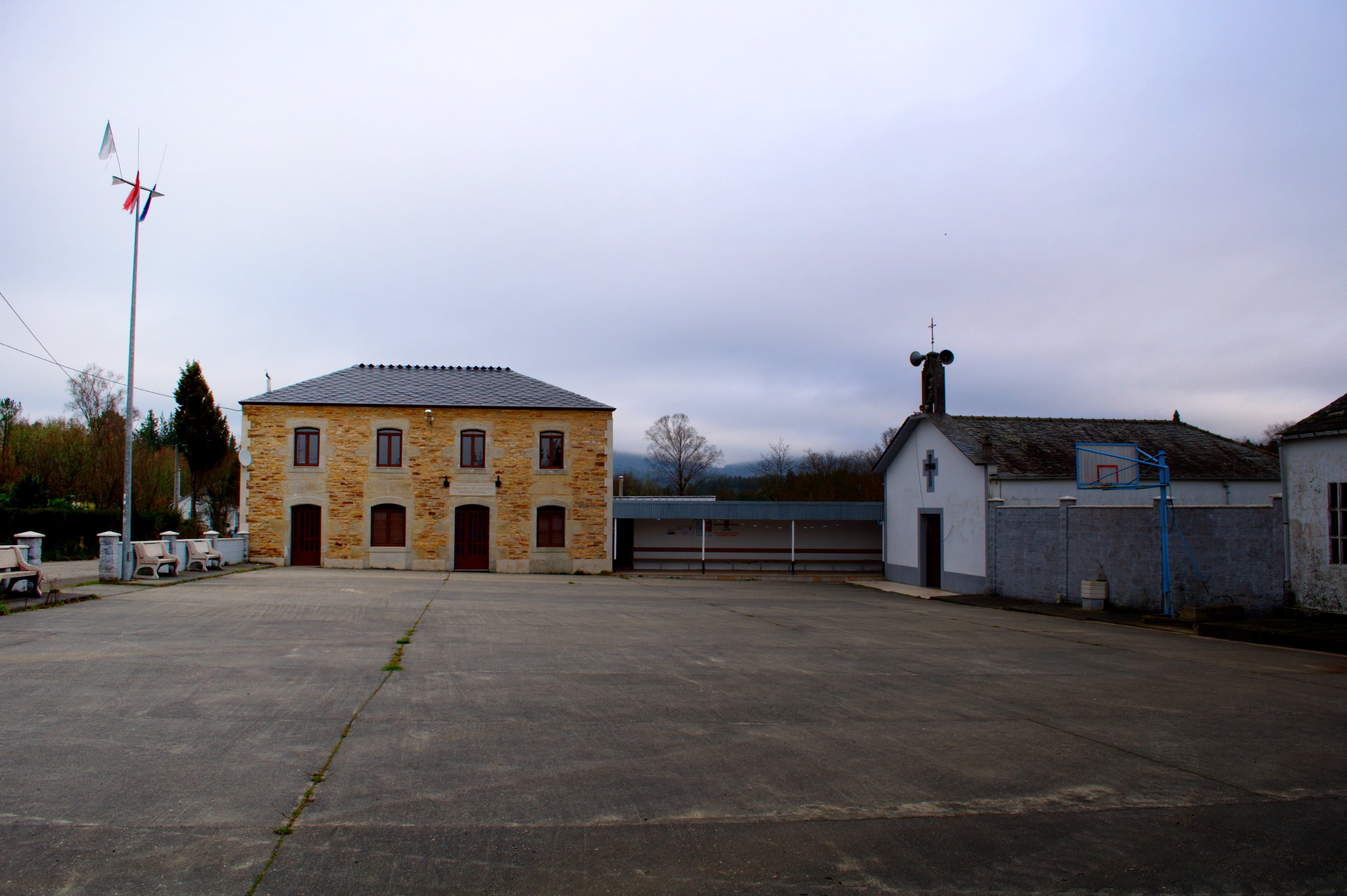
Pfarrkirche von Lousada und Schulgebäude

  - Mámoa de Chairas (Pigaroa)
- Dolmen de Capeirón[13]

### Lousada
- Pfarrkirche. Modernes Gebäude, 1962 eingeweiht, mit Mosaik an der Hauptfassade.
- Kapelle von San Juan. Kürzlich umgebaut. Sie hat einen rechteckigen Grundriss und ein Satteldach aus Holz. Es hat kein Altarbild, aber zwei Skulpturen des Heiligen Johannes des Täufers aus dem 18. Jahrhundert.

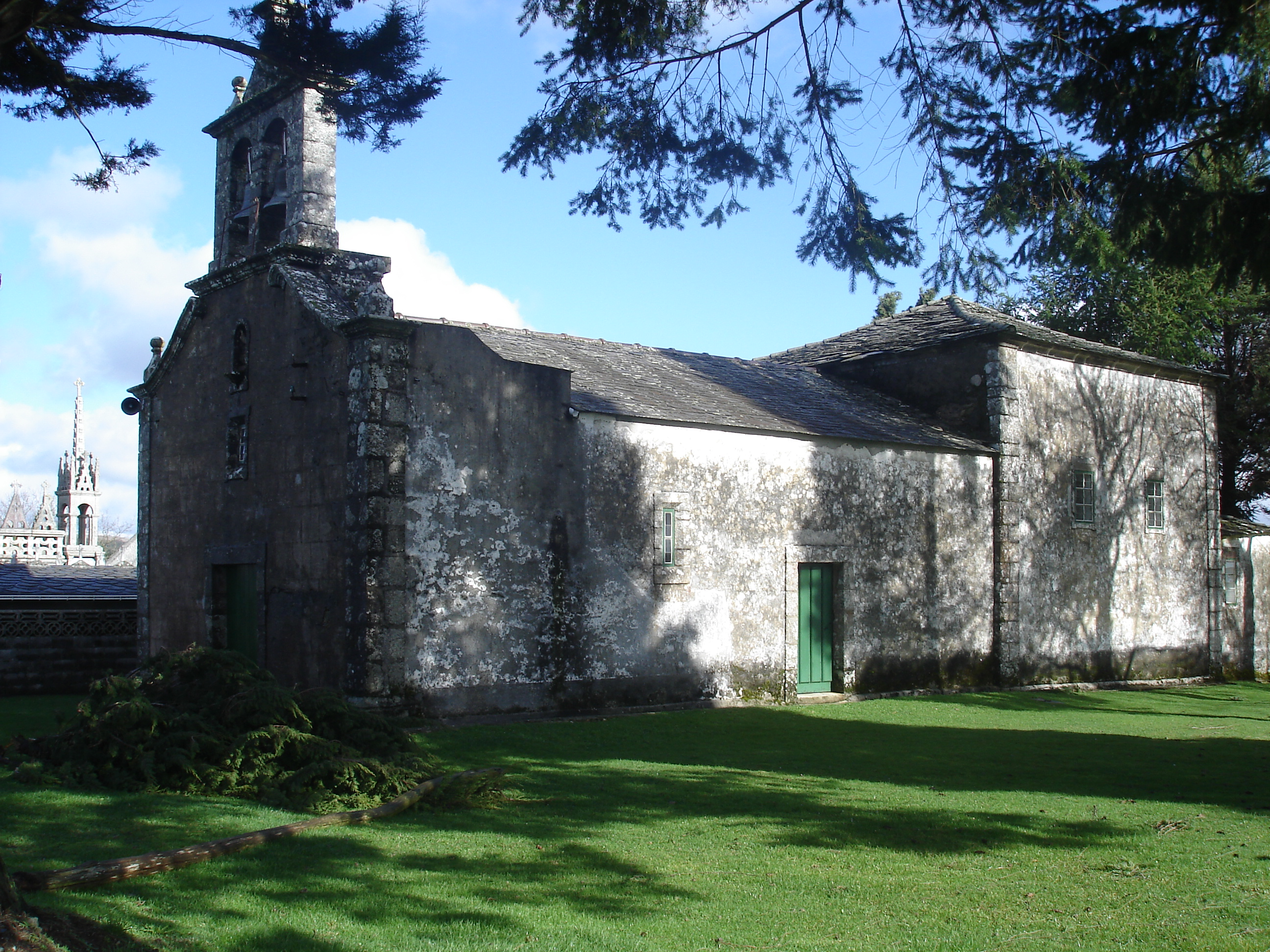
Pfarrkirche San Bartolomé

- Kapelle von O Fundal.
- Mámoas
- Castros in O Castro und in O Pazo[14]

### Momán
- Pfarrkirche San Bartolomé. Sie wurde zu Beginn dieses Jahrhunderts umgebaut, stammt aber aus dem 18. Jahrhundert.
- Kapelle von San Antonio Sie befindet sich in O Campo da Feira.
- Mámoas de Zalaroia und Candieiro.
- Castro O Castro (Castrorramil).[15]

### Miraz
- Pfarrkirche
- Mámoas. An der Stelle von Reigada, in der Nähe des Dorfes Os Currás, gab es einige Mámoas, aus denen Schlammwerkzeuge gewonnen wurden. Es gibt auch Mámoas von Monte de O Castro, an der Stelle von O Souto und in A Zaipa, an der Grenze zwischen den Parroquias Xermade und Momán.[16]

### Roupar
- Pfarrkirche.
- Einsiedelei von Buscalte.
- Kapelle de la Hermida.
- Turm von Roupar. Herrenhaus mit Steinturm
- Mámoas in Barreiro (Baxín), Porto da Vila, Pedreira und Mámoa de Balouras (Monte de Castrillán)
- Castro de A Graña, Castrillán und Sucastro[17]

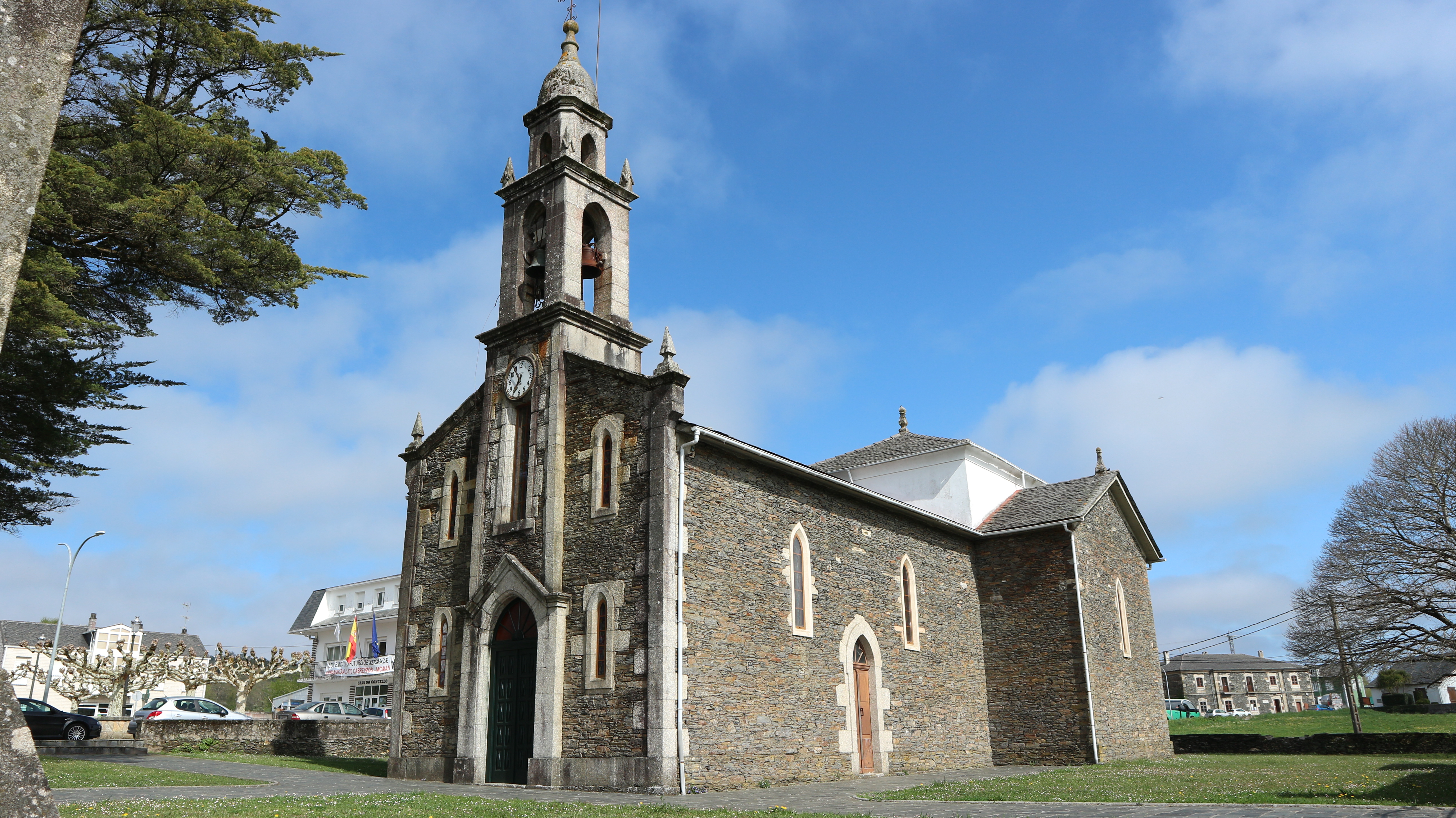
Pfarrkirche von Xermade

### Xermade
- Pfarrkirche.
- Kapelle de O Camino.
- Kapelle de Castiñeiras.
- Mámoas
  - Mámoa de A Modia (O Fraixo)
  - Mámoa Alto dos Carballás (O Fraixo)
  - Mámoa Pena Grande (O Fraixo)
  - Mámoa Fiuco (O Fraixo)
  - Mámoa Modia das Chairas (Castiñeiras)
  - Mámoas Portalousa und Medoña do Agueo (Parrugueiras)
  - Mámoa do Grisano (Xermade)
  - Mámoa das Encrucilladas (Pedrón)
  - Mámoa Lamoso (Castiñeiras)[18]

## Wirtschaft
| Ackerbau, Viehzucht und Fischerei                                                  | 154 | 025,08 |
| Industrie                                                                          | 109 | 017,75 |
| Bauwirtschaft                                                                      | 040 | 06,51  |
| Dienstleistungsbetriebe                                                            | 311 | 050,65 |
| Total                                                                              | 614 | 100,00 |
| * Daten aus dem Statistischen Amt für Wirtschaftliche Entwicklung in Galicien, IGE |     |        |

## Verkehr
Die Autobahn AG-64 durchquert das Gemeindegebiet von West nach Ost und verbindet Xermade im Westen mit der Küste bei Ferrol und im Osten mit Vilalba, dort mit Anschluss an die Autovía A-8 („Autovía del Cantábrico“) an die Biscaya und nach Bilbao. Die Provinzstraße LU-861 führt nach Nordwesten zur Nachbargemeinde As Pontes de García Rodríguez. Die Provinzstraße LU-540 verbindet die Gemeinde mit der nördlichen Nachbargemeinde Muras, die Provinzstraße LU-170 mit der südlichen Nachbargemeinde Guitiriz. Die Landstraße LU-P-6513 führt westlich zur Nachbargemeinde Monfero.